# ابینگدون (ایلینوی)
ابینگدون، ایلینوی (به انگلیسی: Abingdon, Illinois) یک شهر در ایالات متحده آمریکا با جمعیت ۳٬۶۱۲ نفر است که در شهرستان ناکس واقع شده‌است.

## موقعیت جغرافیایی
موقعیت جغرافیایی شهرها و مناطق اطراف به شرح زیر است: